# قائمة رؤساء وزراء قطر
رئيس مجلس الوزراء بدولة قطر، هو رئيس الحكومة بالدولة، وفقاً للدستور القطري يُعين الأمير رئيس مجلس الوزراء ويقبل استقالته ويعفيه من منصبه بأمر أميري ، رئيس مجلس الوزراء حالياً هو الشيخ محمد بن عبدالرحمن آل ثاني منذ 7 مارس 2023. 
كان الشيخ الشيخ خليفة بن حمد آل ثاني، أمير قطر سابقا من انقلاب 22 فبراير 1972، أول من يشغل هذا المنصب منذ تأسيسها في 29 مايو 1970. شغل منصب رئيس الوزراء حتى انقلاب 27 يونيو 1995 م عندما خلعه نجله الشيخ حمد بن خليفة آل ثاني. في 28 يناير 2020، أصبح الشيخ خالد بن خليفة بن عبد العزيز آل ثاني رئيسًا للوزراء، بعد استقالة الشيخ عبدالله بن ناصر بن خليفة آل ثاني. وفي 7 مارس 2023 أصبح الشيخ محمد بن عبدالرحمن آل ثاني رئيساً للوزراء بعد استقالة الشيخ خالد بن خليفة بن عبد العزيز آل ثاني.

## قائمة رؤساء وزراء قطر
| الرقم | الصورة | الاسم (سنة الميلاد – الوفاة)                         | تولى المنصب    | غادر المنصب         | مدة البقاء في المنصب |
| ----- | ------ | ---------------------------------------------------- | -------------- | ------------------- | -------------------- |
| 1     |        | خليفة بن حمد آل ثاني (1932–2016)                     | 29 مايو 1970   | 27 يونيو 1995 (عُزل) | 25 سنة و29 يومًا      |
| 2     |        | حمد بن خليفة آل ثاني (من مواليد 1952)                | 27 يونيو 1995  | 29 أكتوبر 1996      | سنة واحدة و124 يومًا  |
| 3     |        | عبد الله بن خليفة آل ثاني (من مواليد 1958)           | 29 أكتوبر 1996 | 3 أبريل 2007        | 10 سنوات و156 يومًا   |
| 4     |        | حمد بن جاسم بن جبر آل ثاني (من مواليد 1959)          | 3 أبريل 2007   | 26 يونيو 2013       | 6 سنوات و84 يومًا     |
| 5     |        | عبد الله بن ناصر بن خليفة آل ثاني (من مواليد 1960)   | 26 يونيو 2013  | 28 يناير 2020       | 6 سنوات و216 يومًا    |
| 6     |        | خالد بن خليفة بن عبد العزيز آل ثاني (من مواليد 1968) | 28 يناير 2020  | 7 مارس 2023         | 3 سنوات و38 يومًا     |
| 7     |        | محمد بن عبد الرحمن بن جاسم آل ثاني (من مواليد 1980)  | 7 مارس 2023    | لا يزال في المنصب   | سنتان و109 أيام      |